# Ларчано
Ларчано (італ. Larciano) — муніципалітет в Італії, у регіоні Тоскана,  провінція Пістоя.
Ларчано розташоване на відстані близько 260 км на північний захід від Рима, 30 км на захід від Флоренції, 14 км на південь від Пістої.
Населення — 6416 осіб (2014).

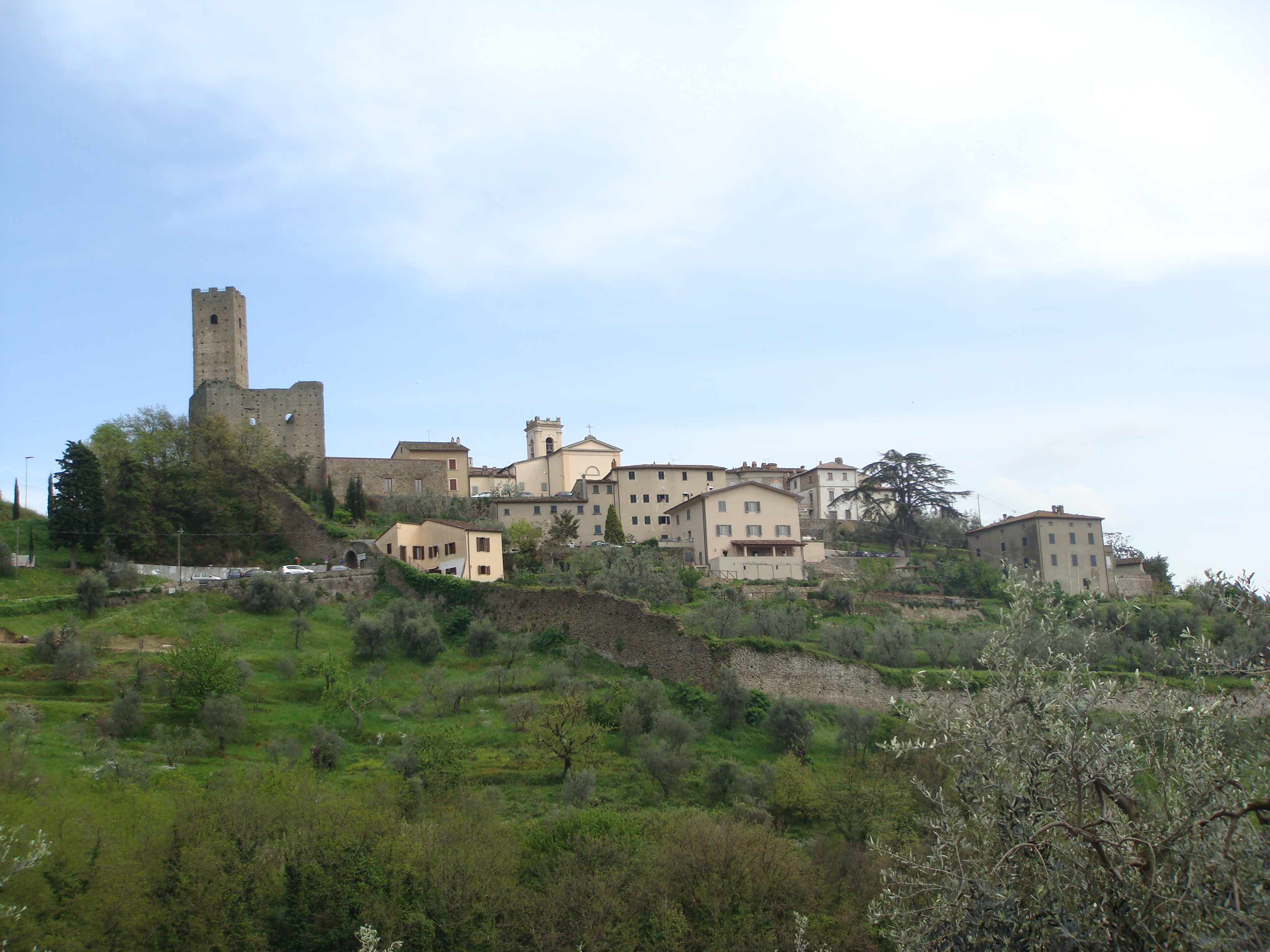

Щорічний фестиваль відбувається 16 серпня. Покровитель — святий Рох.

## Демографія
Населення за роками:

Станом на 1 січня 2023 року в муніципалітеті офіційно проживали 523 іноземці з 34 країн, серед них 130 громадян країн Євросоюзу та 2 громадяни України.

## Сусідні муніципалітети
- Черрето-Гуїді
- Фучеккьо
- Лампореккьо
- Монсуммано-Терме
- Понте-Буджанезе
- Серравалле-Пістоїєзе